# Il fantastico mondo di Amedeo Minghi
Il fantastico mondo di Amedeo Minghi è un album di colonne sonore del cantante italiano Amedeo Minghi, pubblicato nel 1996 dall'etichetta discografica EMI Italiana/PDU. Contiene le colonne sonore composte per le miniserie televisive: Fantaghirò, Fantaghirò 2, Fantaghirò 3, Fantaghirò 4, Fantaghirò 5, Desideria e l'anello del drago e Sorellina e il principe del sogno.

## Tracce
1. L'amore mio per sempre (da Fantaghirò 5)
2. La strega bianca (da Fantaghirò 2)
3. Desideria (da Desideria e l'anello del Drago)
4. Fantaghirò in battaglia (da Fantaghirò 2)
5. Masala nel bosco (da Fantaghirò 5)
6. Assalto al castello (da Fantaghirò 3)
7. La reggia di Tohor (da Fantaghirò 4)
8. Smeralda (da Fantaghirò 3)
9. Senzanome (da Fantaghirò 5)
10. Fantaghirò e Romualdo (L'addio) (da Fantaghirò 5)
11. La strega nera (da Fantaghirò 2)
12. Le streghe del deserto (da Desideria e l'anello del Drago)
13. Aries (da Fantaghirò 5)
14. Sorellina (da Sorellina e il principe del sogno)
15. Fuga di Victor (da Desideria e l'anello del Drago)
16. Il mondo dell'altrove (da Fantaghirò 5)
17. Damien (da Desideria e l'anello del Drago)
18. Il Re Drago (da Desideria e l'anello del Drago)
19. Il torneo (da Desideria e l'anello del Drago)
20. Selvaggia tra i lupi (da Desideria e l'anello del Drago)
21. Xellesia (da Fantaghirò 3)
22. La regina degli elfi (da Fantaghirò 2)
23. Tarabas (Suite) (da Fantaghirò 3)